# Schizogenius falli
Schizogenius falli är en skalbaggsart som beskrevs av John Whitehead. Schizogenius falli ingår i släktet Schizogenius och familjen jordlöpare. Inga underarter finns listade i Catalogue of Life.